# Заледеево (Красноярский край)
Заледе́ево — село в Кежемском районе Красноярского края. Административный центр сельского поселения Заледеевского сельсовета.

## География
Село находится на правом берегу реки Чадобец, к северу от места её впадения в Ангару, на расстоянии 40 км к северо-западу от города Кодинск, административного центра района.

## Население
| 1989 | 2002  | 2010  |
| ---- | ----- | ----- |
| 1220 | ↘1118 | ↗1167 |

## Улицы
| - ул. 70 лет Октября, - ул. Береговая, - ул. Комсомольская, - ул. Лесная, | - ул. Магистральная, - ул. Молодёжная, - ул. Октябрьская, - ул. Пионерская, | - ул. Романтиков, - ул. Сурикова, - ул. Усенко, - ул. Цукановой. |

## Экономика
Заготовка и переработка древесины, производство минеральной воды, участок районных электросетей (РЭС), рыболовство.

## Инфраструктура
В селе функционируют средняя общеобразовательная школа, детский сад, детская музыкальная школа (с 1982 года), врачебная амбулатория, дом культуры, библиотека, почтовое отделение, спортивный клуб.

## Галерея

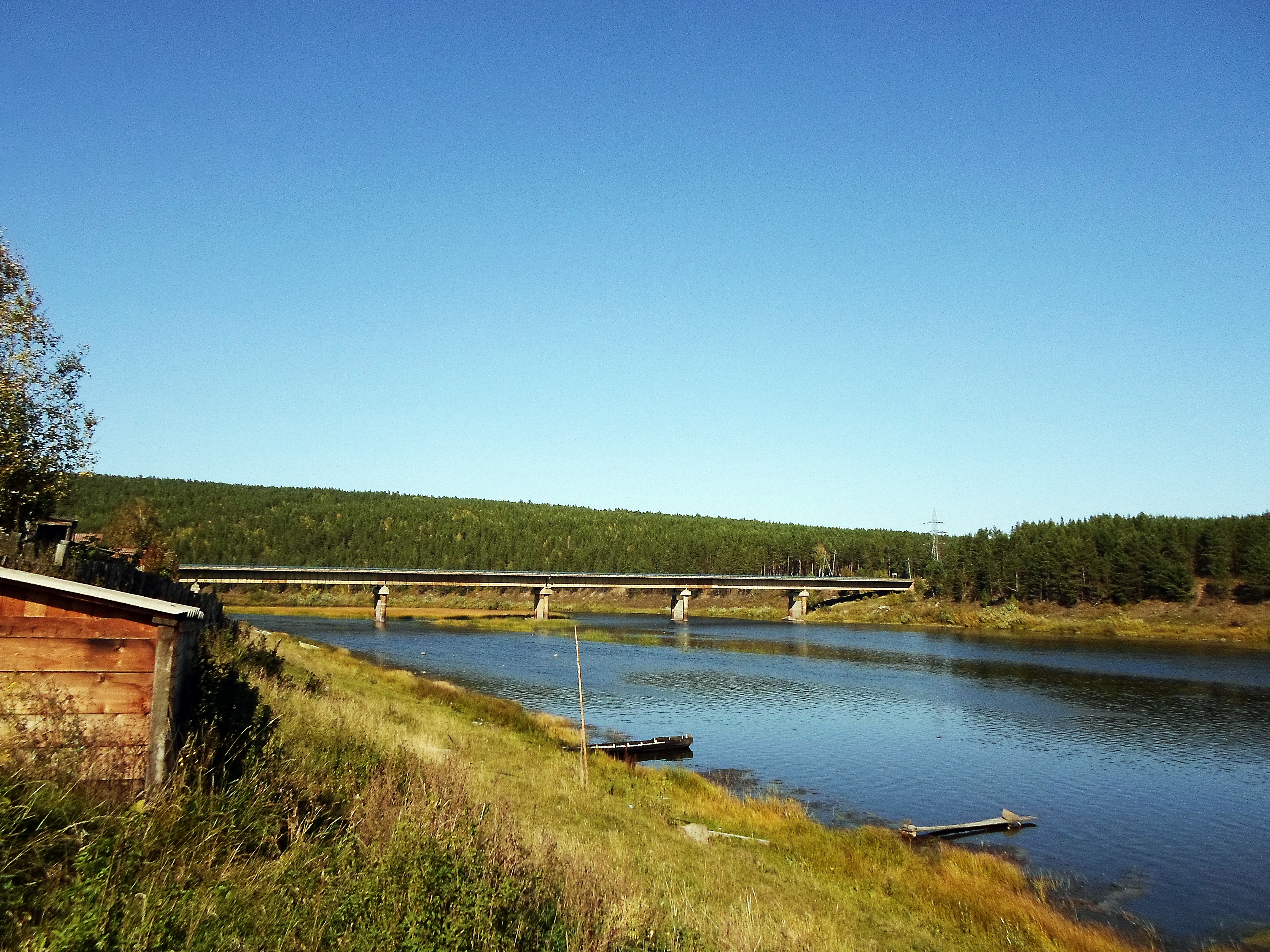
Мост через реку Чадобец
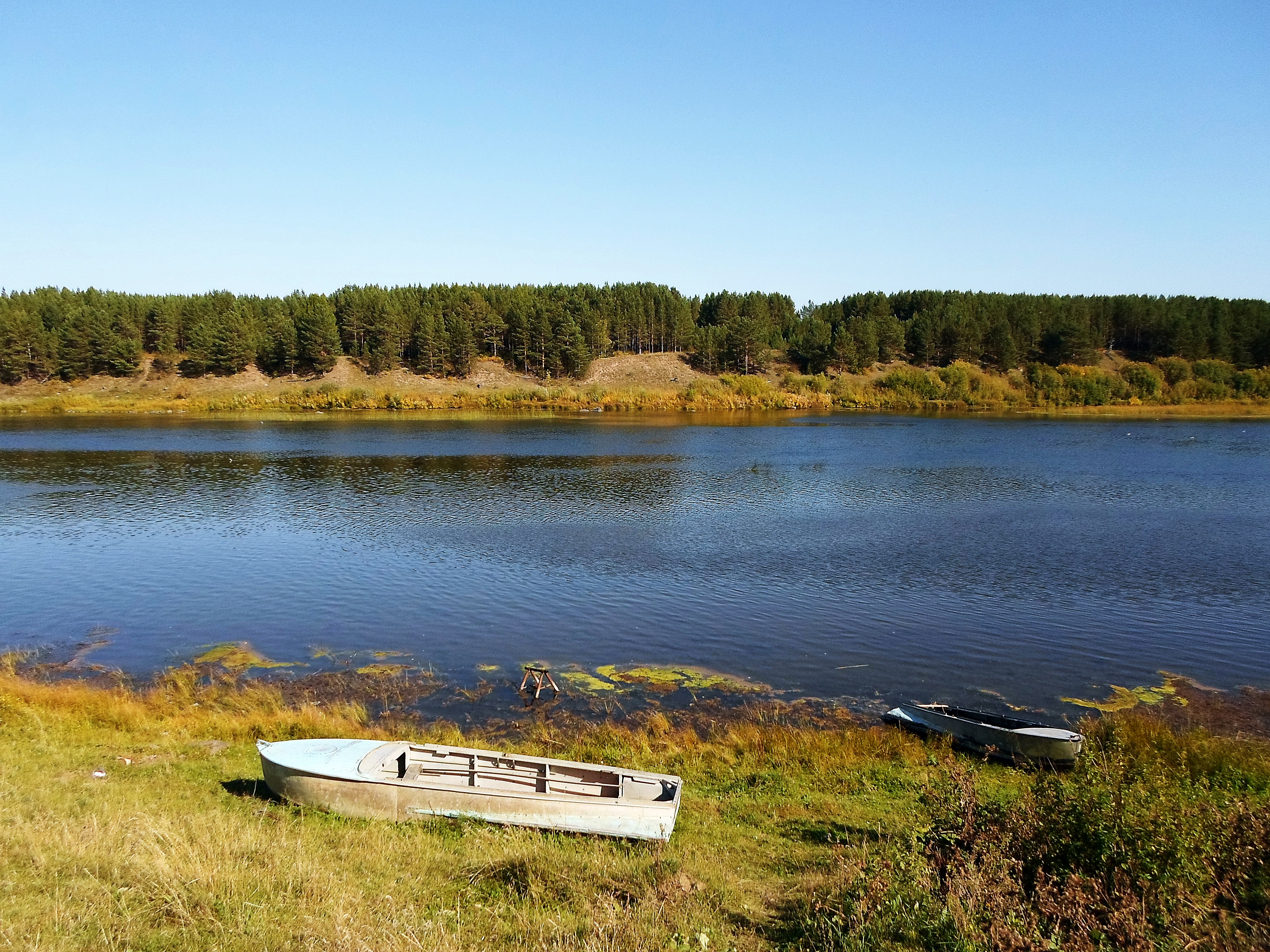
Река Чадобец
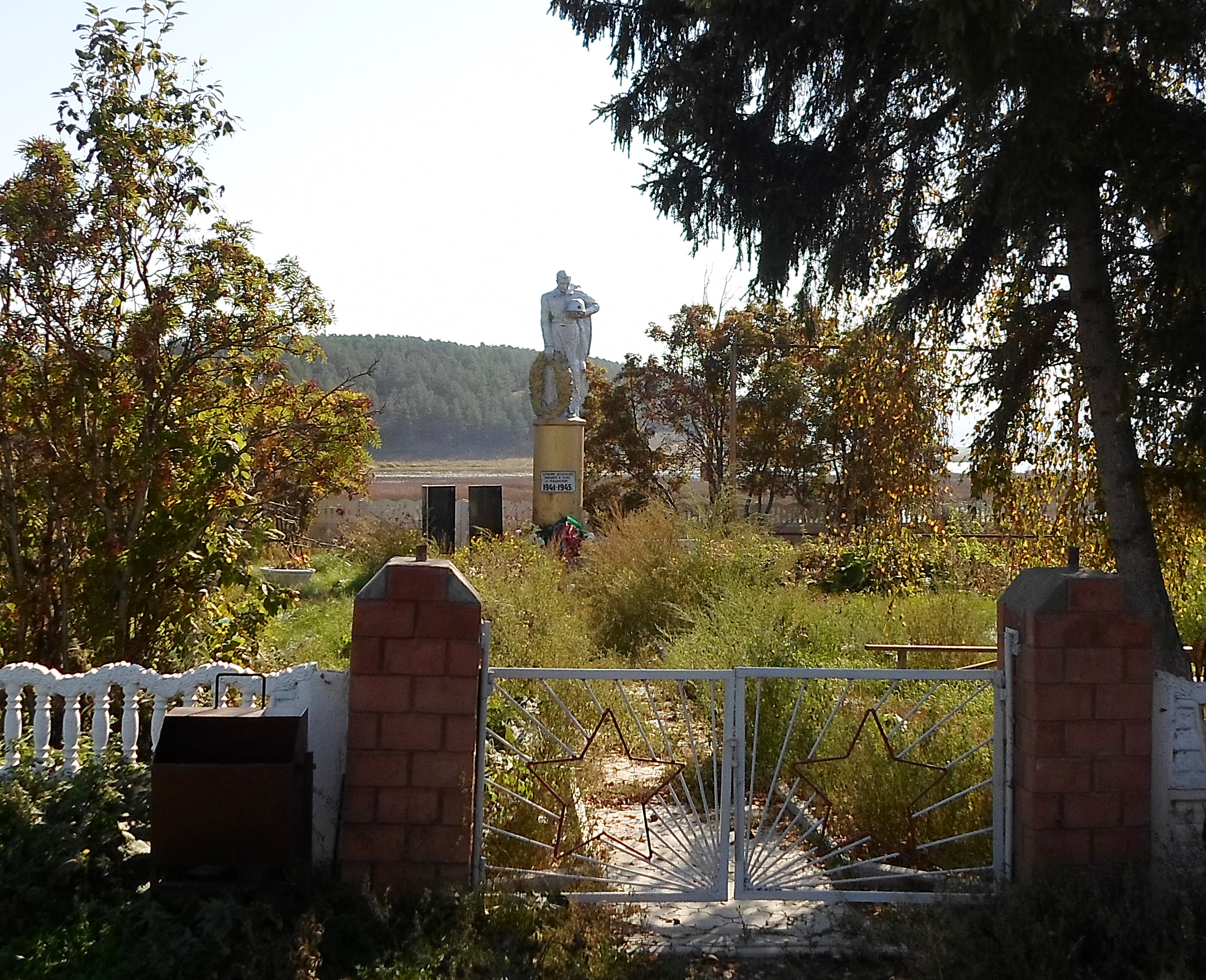
Мемориал Великой Отечественной войны
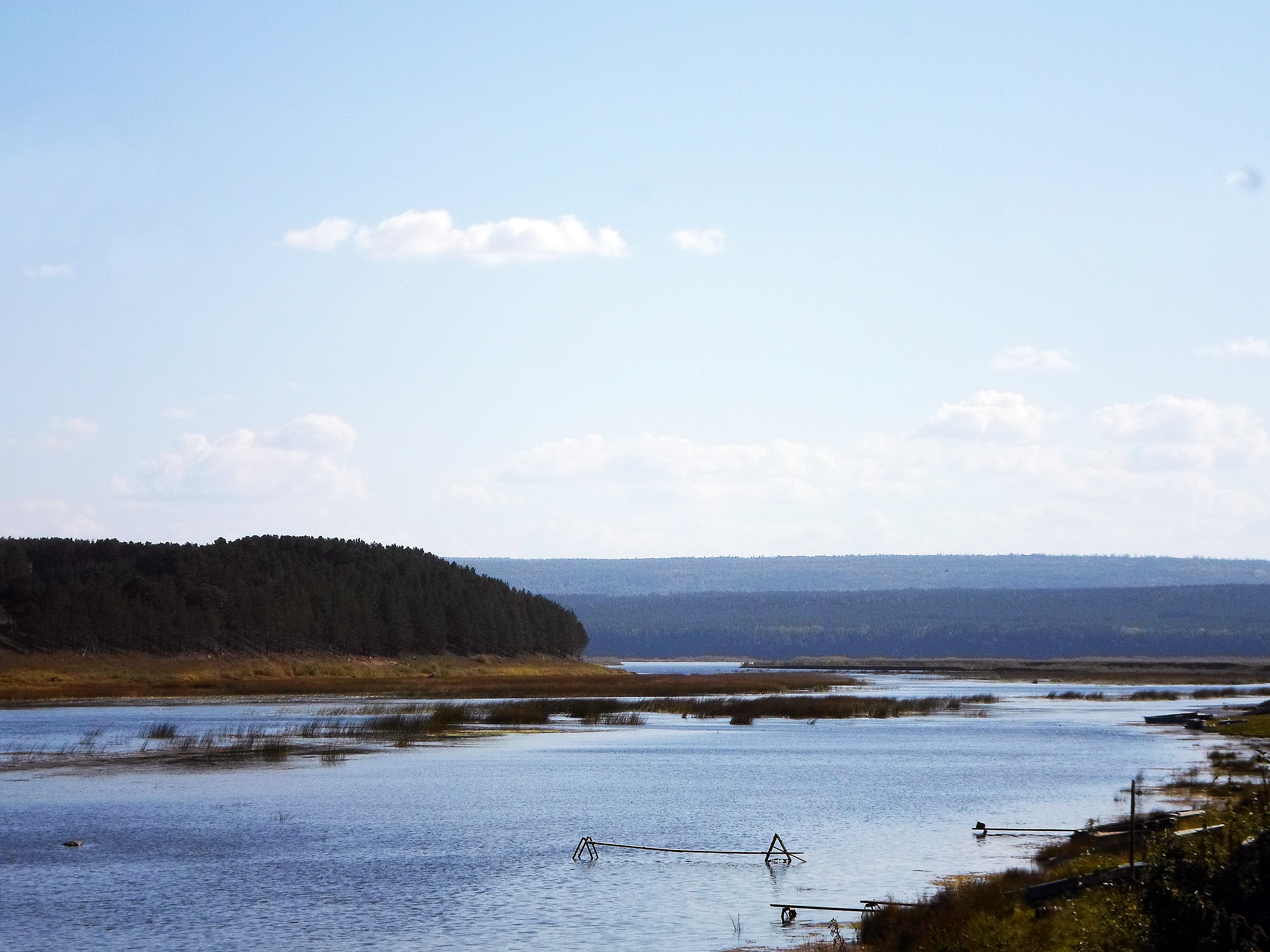
Устье реки Чадобец
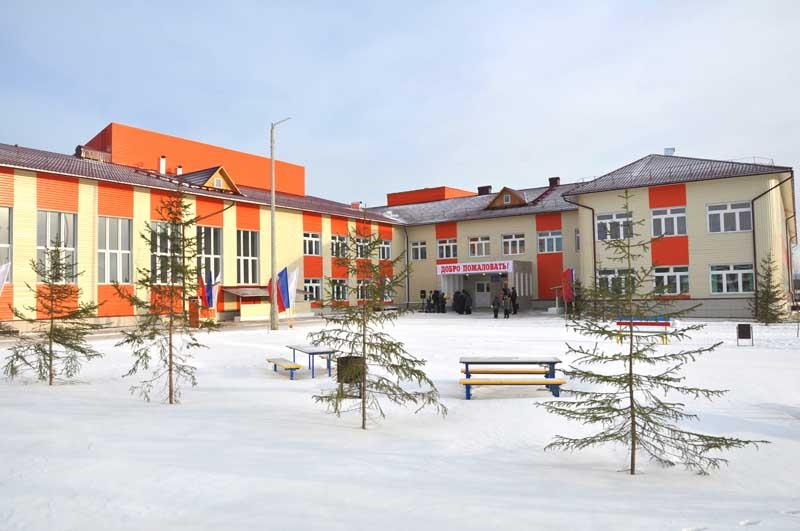
Здание школы